# Sollentuna
Sollentuna je název samosprávné obce (municipality, švédsky Sollentuna kommun) v kraji Stockholm na východě Švédska. Nachází se nedaleko od severního okraje hlavního města Stockholmu. Sollentuna sousedí (od jihu ve směru hodinových ručiček) s těmito územně-správními celky: Solna, Sundbyberg, hlavní město Stockholm (čvrť Kista), Järfälla, Upplands Väsby, Täby a Danderyd. Sídlo samosprávné obce je ve čtvrti Tureberg, budova radnice se švédsky nazývá Turebergshuset. Celé území a tedy také 100 procent obyvatelstva patří do stockholmské metropolitní aglomerace, zatímco do plošně mnohem menší stockholmské městské oblasti je statistickým úřadem započítáváno 93,2 procent obyvatel. Rozloha samosprávné obce včetně vodních ploch je 57,98 kilometrů čtverečních (z toho 52,64 je půda a 5,34 tvoří vodní plochy).

## Historie
Sollentuna jako samosprávná obec byla zřízena v rámci reformy samosprávy ve Švédsku v roce 1863. Hranice této municipality jsou ovšem téměř shodné s farností Sollentuna, jejíž historie sahá až do 12. století. Až do 20. století šlo převážně o zemědělskou oblast. Moderní Sollentuna se vyvinula podél hlavní železniční trati ze Stockholmu do Uppsaly, která byla dokončena v roce 1866. Pět z osmi čtvrtí současné municipality se rozprostírají okolo železničních stanic. Od jihu k severu to jsou: Helenelund, nejvetší čtvrť Tureberg (zdejší železničnís stanice se jmenuje Sollentuna), Häggvik, Norrviken a Rotebro. Trať je nyní součást Stockholmské příměstské železnice (švédsky Stockholms pendeltåg). Čtvrť Viby navazuje na Norrviken a dvě zbylé urbanizované oblasti (Edsberg a Sjöberg) se rozkládají při silnice do Danderyd. Další silnice vede z Kallhäll do Rotebro.
Daleko nejvýznamnější komunikací, která prochází územím municipality (a v tomto úseku to je šestiproudá dálnice), je mezinárodní silnice E4, která vede z nejjižnějšího Švédska přes Stockholm a Sollentunu do Uppsaly (mezi těmito městy přibližně sleduje trasu železnice) a dále na sever Švédska, odkud pokračuje až do Finska.
V roce 1944 Sollentuna získala právo pořádat trhy (švédsky köping). Toto právo zaniklo, resp. ztratilo svůj význam v roce 1971, v souvislosti s reformou samosprávy.

## Obyvatelstvo

### Vývoj počtu obyvatel
| 1970                                         | 37 723 |
| 1975                                         | 43 413 |
| 1980                                         | 45 868 |
| 1985                                         | 48 212 |
| 1990                                         | 51 377 |
| 1995                                         | 54 553 |
| 2000                                         | 58 048 |
| 2005                                         | 59 355 |
| 2010                                         | 64 630 |
| 2015                                         | 70 251 |
| 2017                                         | 71 848 |
| Source: SCB - Folkmängd efter region och år. |        |

### Struktura obyvatelstva
Populace municipality Sollentuna má 11. nejvyšší medián příjmů ve Švédsku a podíl vysoce vzdělaných osob (definovaných jako post-sekundární vzdělání v délce alespoň tři roky) činí 40,7 % (švédský národní průměr je 27 %), což je 9. nejvyšší hodnota v zemi.
K 31. 12. 2017 činil počet osob zahraničního původu (narozených mimo Švédsko nebo oba rodiče narození v cizině) 23 284 osob (32,41 procent celé populace, která činila 71 848 osob ke konci roku 2017). V roce 2002 tento podíl byl jen 21,26 procent.

## Veřejná doprava
Sollentuna je součástí Stockholmské aglomerace, a proto je též součástí stockholmského dopravního systému. Územím prochází hlavní železniční trať ze Stockholmu do Uppsaly a pět zdejších stanic je součástí Stockholmské příměstské železnice (švédsky Stockholms pendeltg). Dopravní obslužnost dále zajišťuje hustá síť autobusových spojů (SL: Storstockholms Lokaltrafik).

## Pamětihodnosti

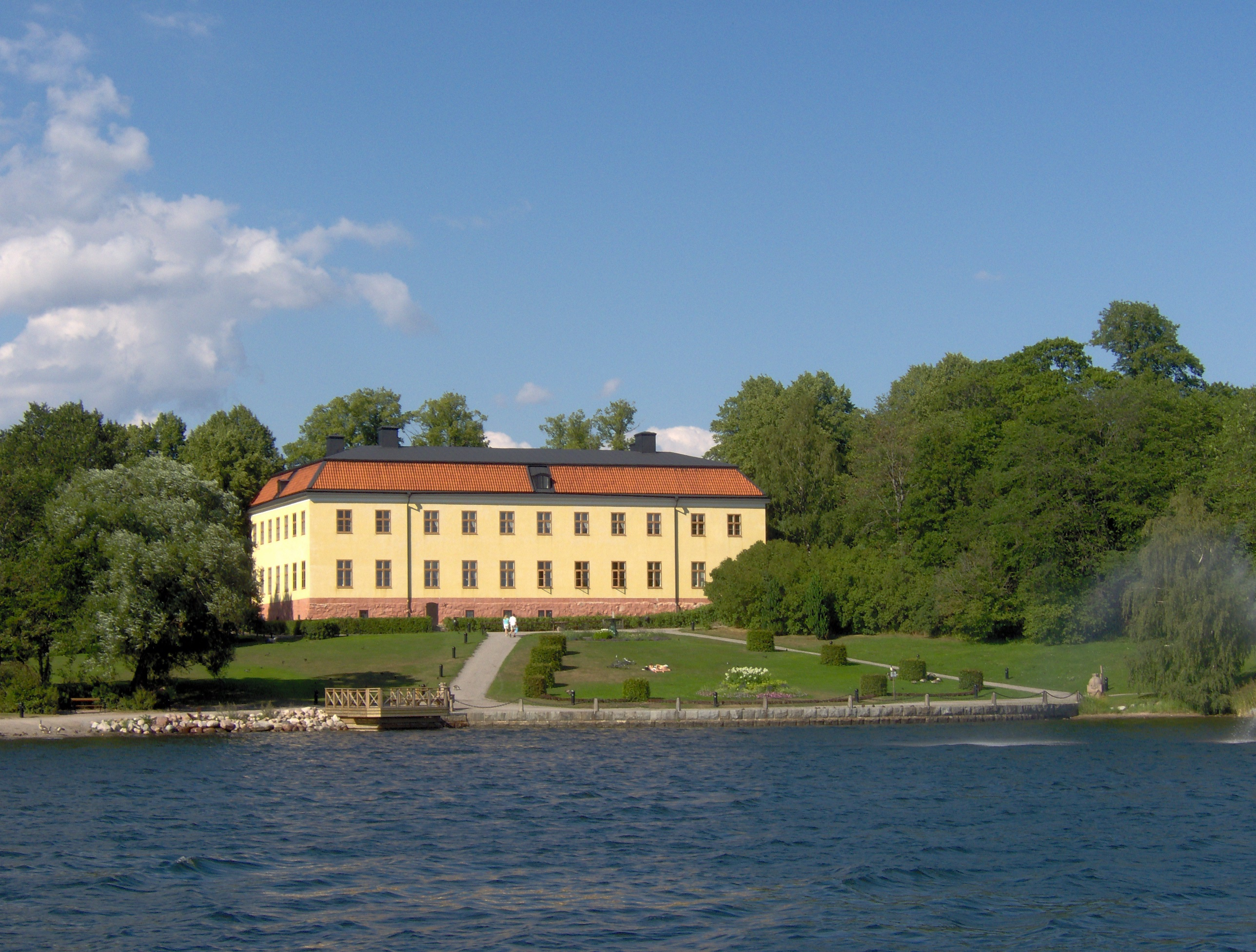
zámek Edsberg u zálivu Edsviken

- Zámek Edsberg (švédsky Edsbergs slott) se nachází u severního okraje zálivu Edsviken. Tento jen přibližně 200 až 500 metrů široký, ale skoro 10 kilometrů dlouhý záliv Baltského moře začíná u Stockholmu a rozkládá se přibližně ve směru od jihu k severu podél východního okraje Sollentuny. Zámek byl postaven kolem roku 1630, v roce 1645 zde pobývala královna Kristina Švédská. V roce 1959 ho zakoupila Sollentuna, od 90. let dvacátého století do roku 2006 prošel rozsáhlou rekonstrukcí a je částečně přístupný veřejnosti. Dále zde je hudební škola a umělecká galerie.
- Restaurace Edsbacka byla založena již v roce 1626 Henrikem Oloffsonem (pro kterého byl postaven i zámek Edsberg, ale vlastnil ho jen krátce) při cestě z hlavního města do Uppsaly. Od roku 1872 byl uzavřen až do roku 1983. Nejprve získal švédská ocenění a poté v roce 1992 nejprve jednu, v roce 2000 dvě hvězdičky Michelinova průvodce (v celém Švédsku je pouze jedna další taková restaurace). V roce 2010 ale byla restaurace uzavřena, zůstalo jen bistro v sousední budově.

## Sport

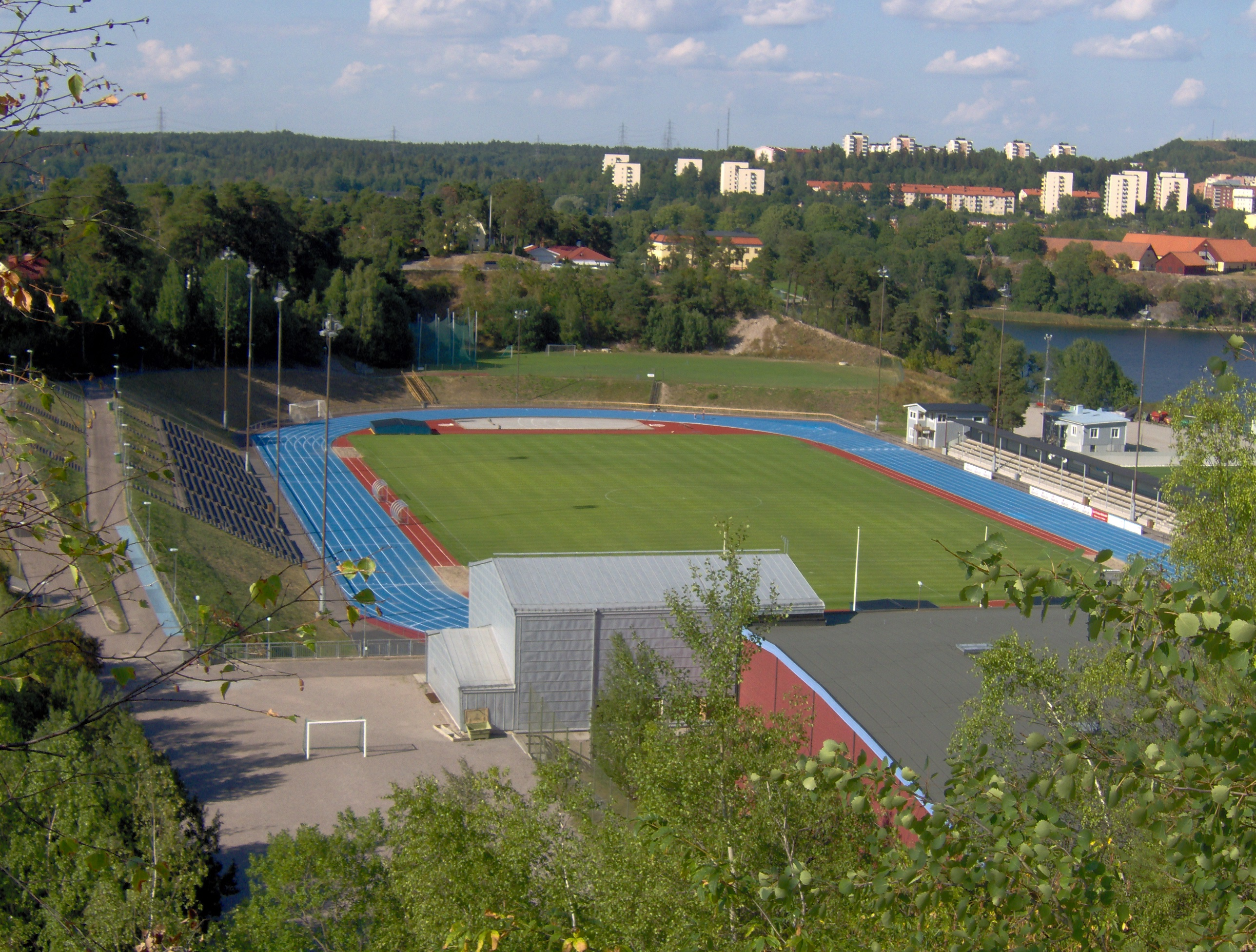
Sollentunavallen

Sollentunavallen je největší zdejší sportovní stadión. Má dvě hlavní části: pro fotbal a pro atletiku. Dále je zde hřiště s umělých trávníkem. V municipalitě Sollentuna působí následující sportovní kluby:
- Sollentuna Volleybollklubb: volejbalový klub.
- Rotebro IS FF: fotbalový klub založený 1918.
- Sollentuna FK: fotbalový klub založený 2013
- Konståkningsklubben Sollentuna
- Turebergs FK: atletický klub, mezi nejznámější atletky a atlety z toho klubu patří Kajsa Bergqvistová a Thomas Eriksson (oba skok do výšky, Eriksson též trojskok).
- Helenelunds IK: sportovní klub založený 1928.
- Sollentuna HC
- Sollentuna SK chess club
- SKIFT

## Lokality a čtvrti
Od roku 1995 je většina urbanizovaných oblastí municipality započítávána do stockholmské městské oblasti, kromě malé části území při východní hranici. Municipalita se dělí na následující čtvrti, které k 31. 12. 2011 měly níže uvedený počet obyvatel:
- Tureberg, 15 650 obyvatel
- Rotebro, 8802
- Helenelund, 11 100
- Edsberg, 9208
- Viby, 5794
- Sjöberg, 4627
- Häggvik, 4717
- Norrviken, 3335
- Vaxmora, 2517
- Järvafältet, 37

## Vodní plochy
Poměrně velkou část municipality (přibližně 5,34 km2 z 57,98 km2 činí vodní plochy. Vedle dlouhého, ale úzkého mořského zálivu Edsviken (jen část jeho plochy je ale na území Sollentuny, další částí patří do municipalit Solna a Danderyd) je to celá řada jezer. Největší jezero je Norrviken. Kromě letních vodních sportů jsou záliv Edsviken a jezero Norrviken oblíbeným místem také pro bruslení. Na jezeře Norrviken je pravidelně pluhována bruslařská dráha o délce 15 kilometrů. Při západním břehu jezera se rozkládá též čtvrť Norrviken. Další jezera jsou: Fjäturen, Ravalen, Rösjön, Väsjön, Översjön, Snuggan a Djupan.

## Významné osobnosti
- Kajsa Bergqvistová: bývalá atletka (skok do výšky), bronzová medaile z letních olympijských her v Sydney 2000, mistryně světa (2005), mistryně Evropy (2002), halová mistryně světa (2001 a 2003) a halové mistryně Evropy (2000).
- Olle Boström: švédský juniorský reprezentant a mistr světa v orientačním běhu.
- Kent Andersson: bývalý švédský reprezentant v zápase (řecko-římský i volný styl), účast na dvou olympiádách a několika mistrovstvích Evropy.
- Daniel Ståhl: švédský atlet, mistr světa z roku 2019 v hodu diskem (též vrh koulí).
- Sven Fahlman: byl (zemřel 2003) švédský reprezentant v šermu (kord a fleret), stříbro na olympiádě a na mistrovství světa (dvakrát).
- Anna Ternheimová: zpěvačka, kytaristka, klavíristka a hudební skladatelka (žánry folk, blues a jazz).
- Pontus Carlsson švédský šachista kolumbijského původu, jeho mateřským oddílem je Sollentuna SK chess club, šachovým velmistrem je od roku 2007. V sezoně 2013–14 hrál na 1. šachovnici týmu ŠK ERA Poštovní spořitelna v České extralize.

## Partnerská města
Sollentuna má následující partnerská města:
- Hvidovre, Dánsko
- Saue, Estonsko
- Tuusula, Finsko
- Oppegård, Norsko